# Falko Ochsenknecht
Falko Ochsenknecht (* 30. Juli 1984 in Lüdenscheid; † vor oder am 1. Juli 2024 in Berlin-Friedrichshain) war ein deutscher Laiendarsteller und Partyschlagersänger. Größere Bekanntheit erreichte er durch seine Rolle als Ole Peters in der auf RTL II ausgestrahlten Serie Berlin – Tag & Nacht. Daneben veröffentlichte er unter dem Namen Ole ohne Kohle mehrere Singles.

## Leben und Wirken
Falko Ochsenknecht stammte aus Lüdenscheid. Er war nicht mit Uwe Ochsenknecht verwandt. Er erlangte die Mittlere Reife an einer Realschule und machte danach eine Ausbildung zum Versicherungskaufmann. 
Von 2011 bis 2018 war Ochsenknecht in der Reality-Seifenoper Berlin – Tag & Nacht zu sehen, in der er die Rolle des tollpatschigen Ole Peters spielte. Im Frühjahr 2012 veröffentlichte er die Single Ich bin kein Model und kein Superstar, die von Hermann Niesig produziert wurde. Sie schaffte es in die Top 10 von iTunes Deutschland und stieg schließlich auf Platz 38 der deutschen Singlecharts ein. Ochsenknecht trat mit dem Song bei The Dome auf, wo er auch als Co-Moderator mitwirkte. Nach einer zweijährigen Auszeit kehrte er im Jahr 2020 wieder zu Berlin – Tag & Nacht zurück.
Falko Ochsenknecht wurde am 1. Juli 2024 leblos in seiner Wohnung aufgefunden. Nach den ersten Erkenntnissen war ein plötzlicher Herztod die Todesursache.

## Filmografie
- 2010–2015: X-Diaries (Fernsehserie)
- Niedrig und Kuhnt – Kommissare ermitteln[8]
- 2011–2018, 2020–2022: Berlin – Tag & Nacht (Fernsehserie)
- 2013: Köln 50667 (Fernsehserie, 1 Folge)
- 2021: Adam sucht Eva – Gestrandet im Paradies[9]

## Diskografie
Mixtape
- 2014: Mein Mixtape für Malle

Singles
- 2012: Ich bin kein Model und kein Superstar
- 2014: Mallorca, Hey ich komme!
- 2015: Was auf Malle war
- 2017: Bros Forever
- 2017: Ich und mein Eimer
- 2018: Du kannst mir die Nudel putzen
- 2019: 1 2 3 4 (Wir saufen alles leer)
- 2019: ABCDEFG (mit Schäfer Heinrich)
- 2021: Die drei ES (nicht als Download verfügbar)
- 2021: Feiern ohne Ende (mit Patrick Fabian aka André)

## Schriften
- Mobbing, Ruhm und treue Hunde – Danke Amy, Titus Verlag, 2019, ISBN 978-3-946353-42-3.